# Volby v Moldavsku
Volby v Moldavsku jsou svobodné. Volí se do parlamentu, místních zastupitelstev a každé čtyři roky probíhají dvoukolovým systémem přímé prezidentské volby. Do jednokomorového parlamentu je voleno 101 poslanců na čtyřleté volební období poměrným zastoupením s 5% volebním prahem.

## Parlamentní volby
- Volby do Sfatul Țării 1917
- Volby do moldavského Nejvyššího sovětu 1941
- Volby v Moldavské SSR 1946
- Volby v Moldavské SSR 1950
- Volby v Moldavské SSR 1954
- Volby v Moldavské SSR 1958
- Volby v Moldavské SSR 1962
- Volby v Moldavské SSR 1966
- Volby v Moldavské SSR 1970
- Volby v Moldavské SSR 1974
- Volby v Moldavské SSR 1979
- Volby v Moldavské SSR 1984
- Volby do moldavského Nejvyššího sovětu 1990
- Parlamentní volby v Moldavsku 1994
- Parlamentní volby v Moldavsku 1998
- Parlamentní volby v Moldavsku 2001
- Parlamentní volby v Moldavsku 2005
- Parlamentní volby v Moldavsku 2009 (duben)
- Parlamentní volby v Moldavsku 2009 (červenec)
- Parlamentní volby v Moldavsku 2010
- Parlamentní volby v Moldavsku 2014
- Parlamentní volby v Moldavsku 2019
- Moldavské parlamentní volby 2021
- Parlamentní volby v Moldavsku 2025

## Komunální volby
- Komunální volby v Moldavsku 1995
- Komunální volby v Moldavsku 1999
- Komunální volby v Moldavsku 2003
- Komunální volby v Moldavsku 2007
- Komunální volby v Moldavsku 2011
- Komunální volby v Moldavsku 2015
- Komunální volby v Moldavsku 2019
- Komunální volby v Moldavsku 2023

## Prezidentské volby
- Prezidentské volby v Moldavsku 1991
- Prezidentské volby v Moldavsku 1996
- Prezidentské volby v Moldavsku 2001
- Prezidentské volby v Moldavsku 2005
- Prezidentské volby v Moldavsku v květnu a červnu 2009
- Prezidentské volby v Moldavsku v listopadu a prosinci 2009
- Prezidentské volby v Moldavsku 2011–2012
- Prezidentské volby v Moldavsku 2016
- Prezidentské volby v Moldavsku 2020
- Prezidentské volby v Moldavsku 2024

## Referenda
- Referendum v Moldavsku 1994
- Referendum v Moldavsku 1999
- Referendum v Moldavsku 2010
- Referendum v Moldavsku 2019
- Referendum v Moldavsku přistoupení k EU 2024

## Korespondenční hlasování
Korespondenční hlasování moldavská vláda schválila 26. dubna 2024, odpovídá za něj Centrální volební komise (CEC). Systém byl pilotně testován během prezidentských voleb a referenda v roce 2024, kdy mohli volit občané žijící ve Spojených státech, Kanadě, Norsku, Švédsku a na Islandu. Vláda plánuje rozšířit seznam zemí, ze kterých je možné volit. A také plánuje korespondenční volbu rozšířit i pro parlamentní volby.